# 東川堂里風
東川堂 里風（とうせんどう りふう、生没年不詳）とは、江戸時代の浮世絵師。

## 来歴
師系・経歴不明。作に「皆川里風」という落款があることから、姓は「皆川」とみられる。作画期は正徳から享保の頃にかけてとされ、懐月堂派の画風で肉筆美人画を描いているが、様式的には懐月堂派直系の門人とは区別されている。作は「大和繪師東川堂里風圖之」などと落款した肉筆美人画が確認されており、大半は遊女の立姿を描いたものである。「納涼美人図」のように座った姿を描いたものもある。ただし木版画は1点も残していない。なお流川堂枝風という里風とは何らかの関わりがあると推測される絵師がいる。

## 作品
- 「遊女立姿図」　紙本着色　東京国立博物館所蔵
- 「遊女立姿図」　紙本着色　東京国立博物館所蔵
- 「蝶を見る美人図」　絹本着色　浮世絵太田記念美術館所蔵
- 「納涼美人図」　紙本着色　浮世絵太田記念美術館所蔵
- 「立姿美人図」　絹本着色　出光美術館所蔵
- 「立姿美人図」　紙本着色　出光美術館所蔵
- 「立ち美人」　紙本着色　光記念館所蔵　※「大和繪師東川堂里風圖之」の落款あり。那須ロイヤル美術館（小針コレクション）旧蔵
- 「二世中村七三郎」　紙本着色　光記念館所蔵　※「大和繪師東川堂圖」の落款あり。那須ロイヤル美術館（小針コレクション）旧蔵
- 「髪をすく女」　絹本着色　光記念館所蔵　※落款「日本絵師皆川里風圖」の落款あり。那須ロイヤル美術館（小針コレクション）旧蔵
- 「振袖美人図」　紙本着色　奈良県立美術館所蔵
- 「Seated Beauty」　絹本著色　シカゴ美術館所蔵